# Gruñido
Un gruñido es una voz gutural emitida por muchos tipos de animales, generalmente cuando se sienten amenazados o para intimidar a sus enemigos.

## Onomatopeyas y verbos
«Grrr» es la onomatopeya del gruñido más común en el español y otros idiomas. El verbo asociado es «gruñir». Se hizo muy popular en historietas y diversas series de televisión. Es por lo general corto, pero existen gruñidos de mayor duración.

## Especies animales que pueden gruñir
- Mamíferos carnívoros (orden Carnivora). Muchos pueden gruñir. Los perros domésticos pueden hacerlo cuando amenazan con atacar.[2]
- Algunos armadillos (Dasypodidae) pueden gruñir al sentirse amenazados.
- Los cerdos siempre gruñen.
- Los marsupiales como el diablo de Tasmania (Sarcophilus harrisii) también pueden gruñir cuando se sienten amenazados o para intimidar a sus rivales.
- Muchos primates pueden gruñir.
- Algunas aves emiten sonidos similares a gruñidos.
- Algunos reptiles como los cocodrilos y algunas serpientes como la cobra real (Ophiophagus hannah) pueden gruñir al sentirse irritados.